# Coppa del Brasile 2007 (pallavolo femminile)
La Coppa del Brasile di pallavolo femminile 2007 è stata la 1ª edizione della Coppa del Brasile di pallavolo femminile. La competizione si è svolta nella città di Brusque, la vittoria finale è andata al Rio de Janeiro Vôlei Clube.

## Formula
Le quattro squadre partecipanti hanno disputato una prima fase, nella quale si sono affrontate tra loro secondo attraverso il Round-robin; le due squadre che hanno ottenuto più vittorie si sono qualificate alla finale, le due restanti hanno preso parte alla finale per il terzo posto. La finale per il terzo posto, come tutte le altre gare del torneo, è stata disputata al meglio dei tre set; solo la finalissima è stata disputata al meglio dei cinque set.

## Squadre partecipanti
- Brusque
- Minas
- Finasa
- Rio de Janeiro

## Risultati

### Prima fase

#### Calendario
| 5 ottobre 2007 - ore 17:00 Arena Multiuso, Brusque | Rio de Janeiro | 0 - 2 | Finasa         | 26-28, 25-23, 14-16 |
| 5 ottobre 2007 - ore 18:30 Arena Multiuso, Brusque | Brusque        | 2 - 1 | Minas          | 26-28, 25-20, 15-12 |
| 6 ottobre 2007 - ore 14:00 Arena Multiuso, Brusque | Finasa         | 2 - 0 | Minas          | 25-14, 25-20        |
| 6 ottobre 2007 - ore 15:30 Arena Multiuso, Brusque | Brusque        | 2 - 0 | Rio de Janeiro | 15-25, 16-25        |
| 6 ottobre 2007 - ore 18:45 Arena Multiuso, Brusque | Minas          | 2 - 0 | Rio de Janeiro | 24-26, 16-25        |
| 6 ottobre 2007 - ore 20:15 Arena Multiuso, Brusque | Brusque        | 1 - 2 | Finasa         | 18-25, 26-24, 10-15 |

#### Classifica
| Pos. | Squadra        | Pt | G | V | P | SV | SP |
| ---- | -------------- | -- | - | - | - | -- | -- |
| 1.   | Finasa         | 6  | 3 | 3 | 0 | 6  | 2  |
| 2.   | Rio de Janeiro | 5  | 3 | 2 | 1 | 6  | 2  |
| 3.   | Brusque        | 4  | 3 | 1 | 2 | 3  | 5  |
| 4.   | Minas          | 3  | 3 | 0 | 3 | 1  | 6  |

### Seconda fase

#### Finale
| 7 ottobre 2007 - ore 11:30 Arena Multiuso, Brusque | Rio de Janeiro | 3 - 0 | Finasa | 25-19, 25-20, 25-18 |

#### Finale 3º/4º posto
| 7 ottobre 2007 - ore 9:30 Arena Multiuso, Brusque | Brusque | 0 - 2 | Minas | 16-25, 18-25 |

## Premi individuali
| Premio                 | Giocatrice          | Squadra        |
| ---------------------- | ------------------- | -------------- |
| Miglior realizzatrice  | Paula Pequeno       | Finasa         |
| Miglior attaccante     | Renata Colombo      | Rio de Janeiro |
| Miglior muro           | Adenízia da Silva   | Finasa         |
| Miglior servizio       | Cecilia Souza       | Minas          |
| Miglior palleggiatrice | Danielle Lins       | Rio de Janeiro |
| Miglior ricevitrice    | Fabiana de Oliveira | Rio de Janeiro |
| Miglior difesa         | Cecilia Souza       | Minas          |